# الن لووار
الن لووار (فرانسوی: Hélène Louvart‎؛ زادهٔ ۱۹۶۴ میلادی) فیلم‌بردار اهل فرانسه است.
از فیلم‌ها یا مجموعه‌های تلویزیونی که وی در آن‌ها نقش داشته‌است، می‌توان به گل‌های وحشی، پترا، پائو و برادرش، شگفتی‌ها، لازاروی خوشحال و پینا اشاره نمود.